# Yang Hyun-jun
Yang Hyun-jun (Busan, 25 de mayo de 2002) es un futbolista surcoreano que juega en la demarcación de centrocampista para el Celtic F. C. de la Scottish Premiership.

## Selección nacional
El 7 de septiembre de 2023 hizo su debut con la selección de fútbol de Corea del Sur en un encuentro amistoso contra Gales que finalizó con un resultado de empate a cero.

## Clubes
| Club          | País          | Año       | Partidos | Goles |
| ------------- | ------------- | --------- | -------- | ----- |
| Gangwon F. C. | Corea del Sur | 2021-2023 | 71       | 9     |
| Celtic F. C.  | Escocia       | 2023-     | 65       | 7     |

## Palmarés

### Títulos nacionales
| Título                     | Club         | País    | Año  |
| -------------------------- | ------------ | ------- | ---- |
| Scottish Premiership       | Celtic F. C. | Escocia | 2024 |
| Copa de Escocia            | Celtic F. C. | Escocia | 2024 |
| Copa de la Liga de Escocia | Celtic F. C. | Escocia | 2025 |
| Scottish Premiership       | Celtic F. C. | Escocia | 2025 |